# Jüdischer Friedhof (Březnice)
Koordinaten: 49° 34′ 4,8″ N, 13° 56′ 47,2″ O

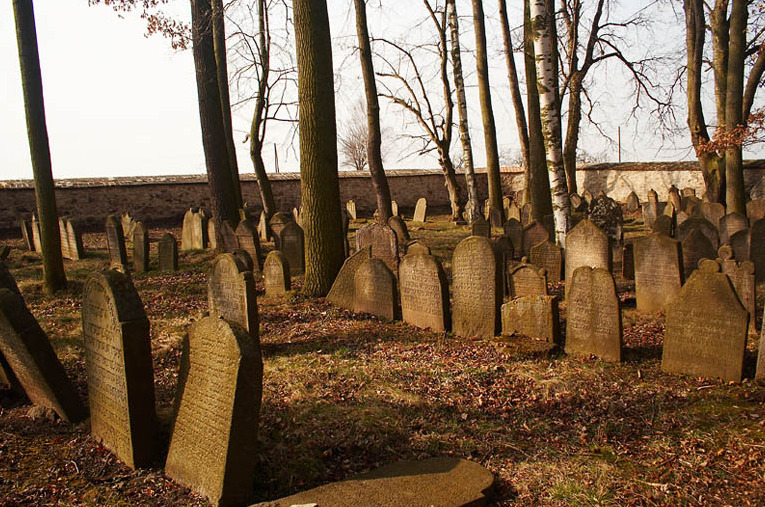
Jüdischer Friedhof in Březnice

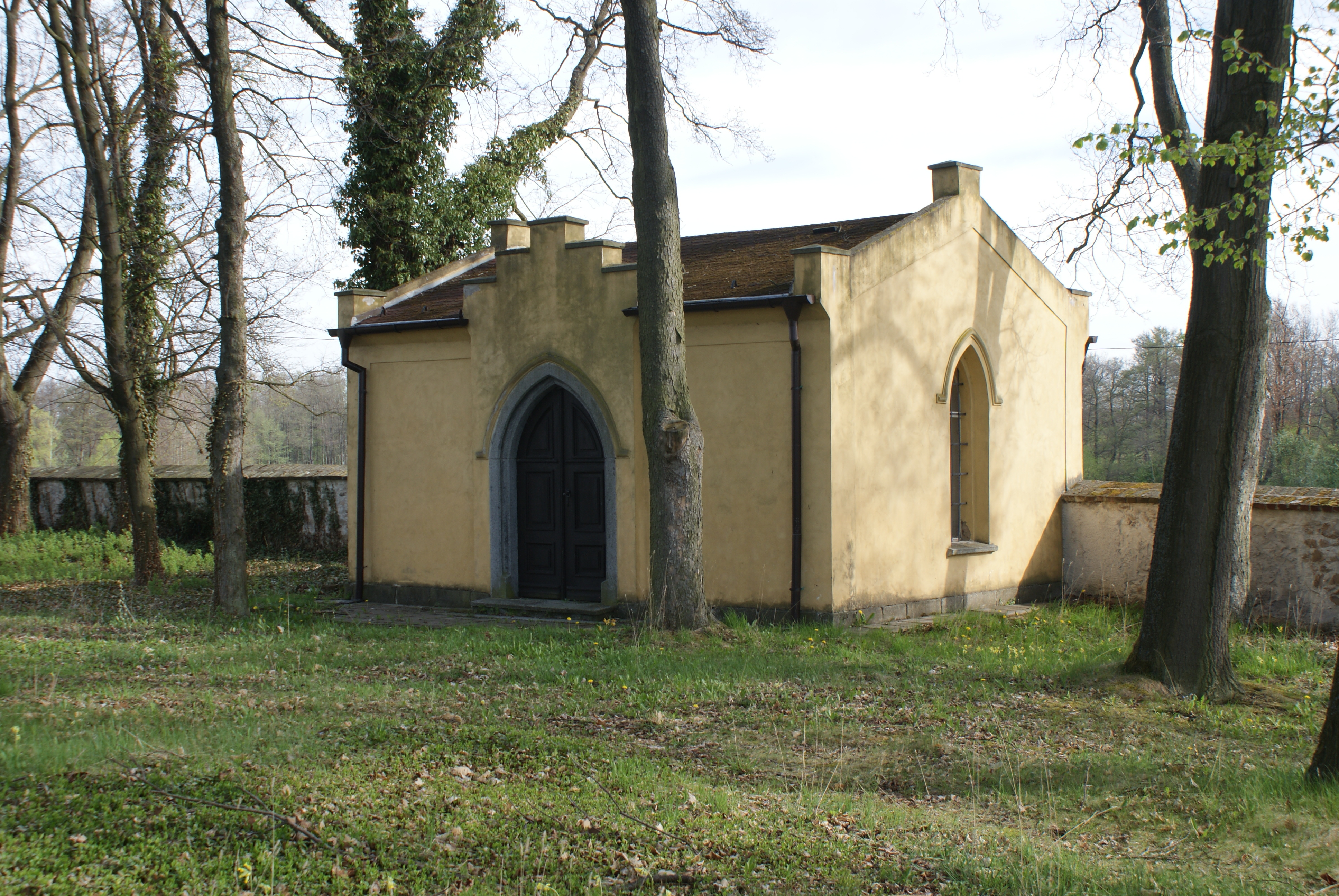
Taharahaus

Der Jüdische Friedhof Březnice ist ein jüdischer Friedhof in Březnice (deutsch Bresnitz) im Okres Příbram in der Region Středočeský kraj in Tschechien.
Der Friedhof vom Beginn des 17. Jahrhunderts liegt etwa 0,5 km nördlich von Březnice (rechts von der Landstraße nach Rožmitál pod Třemšínem).